# 不正選挙
不正選挙（ふせいせんきょ）は、票の集計の改竄や立候補・投票の妨害などがなされ、その根幹の部分が捻じ曲げられた選挙のこと。

## 概説
買収・供応・脅迫・有力候補の立候補資格停止・票数の意図的な読み違えなどにより、その建前通りに執行されていない選挙を指す。選挙執行権と警察権を保持する政府・与党を有利にするための干渉が典型例である。開発途上国では、複数政党制を標榜していても、常態化している場合が少なくない。不正選挙が常態化している国では、有力野党候補が投獄もしくは暗殺される危険性が高い。また、不正選挙が明白である場合、有権者が選挙結果に不満を持ち、事実上の独裁者を実力で打倒する場合もある。秘密投票が保障されていない不正選挙では不正が発覚することもあるが、秘密投票の場合には性質上不正があっても発覚しない。公開投票制では体制側が反体制勢力を把握できるために、体制に批判的な有権者が意に反して体制側に投票する事例も出てくる。
戦前の日本では、買収などの選挙不正の容疑を名目とし、野党候補者やその運動員が、与党支配下の警察によって投票日前に拘束される選挙干渉が多発した。そのため、戦後には選挙違反の摘発は投開票終了後に行うという慣行がある。

## 実例
過去の有名な不正選挙としては、1927年に実施されたリベリアの大統領選挙（ギネスブックで「史上最も不正があった選挙」として登録）、1960年に実施された韓国の大統領選挙（四月革命で無効化）、1986年に実施されたフィリピンの大統領選挙（ピープルパワー革命でフェルディナンド・マルコスが亡命）、2004年に実施されたウクライナの大統領選挙（各国の監視下で約1か月後に再選挙を実施）などがある。

### タイ
軍事政権下のタイ王国では、2019年の総選挙で不正選挙疑惑が発生し「不正選挙はいらない」「選挙管理委員会のメンバーは辞任しろ」と主張するデモ活動が起きている。アジアの選挙監視団「自由な選挙のためのアジアネットワーク（ANFREL）」は、選挙が軍政側に有利であったとしたが、不正選挙が行われたかどうかについては、明言を避けた。